# Ц
Ц, ц (название: це, цэ) — буква всех славянских кириллических алфавитов (23-я в болгарском, 24-я в русском, 25-я в белорусском, 27-я в сербском и украинском, 28-я в македонском); используется также в алфавитах некоторых неславянских языков. В старо- и церковнославянской азбуках носит название «ци» (ст.-сл.) или «цы» (ц.-сл.), происхождение которого неясно — его связывают с формой имен. пад. множ. ч. муж. рода «ции» от вопросительного и относительного местоимения «кыи» (какой, который); с древнерусским союзом «ци» («разве», «или», «верно ли, что»), соответствующим современному украинскому «чи»; есть и другие версии. В кириллице обычно считается 26-й по порядку (если речь идет о старославянской азбуке) или 25-й (в церковнославянской азбуке) и выглядит как ; в глаголице по счёту 27-я, имеет вид . В обеих азбуках числовое значение — 900.

## Происхождение
Однозначно установить происхождение буквы ц кириллического начертания не представляется возможным, так как буква подобного вида входит в ряд алфавитов того времени: в эфиопском письме ሃ, в арамейском и производных от него, к примеру, в еврейском צ (на конце слов ץ), в коптском письме ϥ.

## Варианты начертания
Из вариантов начертания кириллической буквы Ц стоит отметить старое Ч-образное (в котором хвостик продолжал линию правой мачты, что делало букву Ц весьма похожей на букву У, также часто угловатую); присутствующее во многих типографских церковнославянских шрифтах Џ-образное (с хвостиком под серединой буквы); в босанчице — И-образное (только левый нижний угол поднят на половину роста буквы) или Y-образное, совпадающее с древней формой буквы Ч. В гражданских шрифтах форма буквы совпадает с перевёрнутым П, к правому нижнему углу которого пристроен хвост: 7-образный, Z-образный, волнисто заворачивающийся под букву, а также многих других форм, ограниченных лишь фантазией дизайнера шрифта. В рукописном шрифте этот хвост в принципе можно рассматривать как диакритический знак, отличающий ц от и.

## Произношение

### В русском языке
Произношение буквы Ц — аффриката [т̑с]. От сочетания [т + с] (напр. отсаживать) отличается слитностью произнесения. В русском языке буква «ц» произносится почти всегда твёрдо перед звуками [а], [о], [у], [э], [ы]. После «ц» звука [и] в русском языке нет, произносится [ы], хотя во многих случаях пишется «и». Удвоенная буква «ц» (встречающаяся в заимствованных словах) произносится одинарно, с небольшой дополнительной задержкой на [т], например, в слове пицца правильным произношением будет не [пи́т̑ст̑са], а [пи́т̑ːса]; так же произносится и сочетание «тц» (напр. отца).

### В других языках
В других славянских языках, например в болгарском или украинском, произношение Ц может быть «мягким» и «твёрдым». Так, для украинского языка весьма обычно мягкое [ц']: перець, птиця, пацюк, Цюрупа; этот звук считается одной из наибольших трудностей в фонетике украинского языка при изучении его русскоязычными учащимися. Решается такая трудность сравнением 'ць' с 'ть', и попыткой дребезжащего произношения именно 'ть' на этом месте. В польском и белорусском [т'] с [ц'] и вовсе совпали.

## Правописание Ц + гласный

### ЦА / ЦЯ, ЦО / ЦЁ, ЦУ / ЦЮ, ЦЕ / ЦЭ
Выбор между написаниями ца / ця, цо / цё, цу / цю, це / цэ в одних случаях может определяться произношением, в других — этимологией слова. Так, в исконно русских словах не бывает сочетаний ця, цё, цю, цэ, но в заимствованиях они возможны: хуацяо, Пацёрковский, Цюрих, Цэцэрлэг; а также в сложных словах, но обычно со слогоразделом после ц: спецэффект.

### ЦИ / ЦЫ
После ц буква ы пишется в следующих случаях:
- в корнях некоторых слов: цыган, цыплёнок / цыпочки / цыпки, цыц / цыкать / цыцкать, цыркать, а также мцыри (нескл.) и в других словах тех же корней (до 1956 года также цынга, цыновка, панцырь, цыфирь, цырюльник и нек. др.); мнемонический способ запоминания слов с цы в начальной школе цыган на цыпочках цыплёнку цыкнул цыц содержит почти все слова, содержащие эту аффрикату с буквой ы в корне слова;
- в суффиксе притяжательных прилагательных -ын после основы на ц: птицын, сестрицын (в фамилиях тут бывает как -ын, так и -ин — в зависимости от того, когда и где предки данного человека получили документы, например: Ельцин, Солженицын);
- в окончаниях прилагательных на -ый после основы на ц: белолицый, куцый, -ые, -ы, -ым, -ыми, -ых;
- в окончании -ы существительных после основы на ц: улицы, отцы, лисицы, братцы;
- в фамилиях украинского происхождения, например: Цымбаларь, Яцына и др.
- в иностранных именах собственных в соответствии с правилами практической транскрипции, например: Цы Си, Цынцэрэни;
- в формах спряжения глагола сцать: сцышь, сцыт;
- Во всех остальных случаях после ц пишется и, например: цирк, цифра, цивилизация.

В 1960-е годы существовал проект реформы правописания, в котором, среди прочего, предлагалось писать ци вообще во всех подобных случаях. Этот проект вызвал широкие общественные обсуждения, оставив в памяти того поколения написание заец через е и огурци через и.

## Таблица кодов
| Кодировка    | Регистр   | Десятич- ный код | 16-рич- ный код | Восьмерич- ный код | Двоичный код      |
| ------------ | --------- | ---------------- | --------------- | ------------------ | ----------------- |
| Юникод       | Прописная | 1062             | 0426            | 002046             | 00000100 00100110 |
| Юникод       | Строчная  | 1094             | 0446            | 002106             | 00000100 01000110 |
| ISO 8859-5   | Прописная | 198              | C6              | 306                | 11000110          |
| ISO 8859-5   | Строчная  | 230              | E6              | 346                | 11100110          |
| КОИ-8        | Прописная | 227              | E3              | 343                | 11100011          |
| КОИ-8        | Строчная  | 195              | C3              | 303                | 11000011          |
| Windows-1251 | Прописная | 214              | D6              | 326                | 11010110          |
| Windows-1251 | Строчная  | 246              | F6              | 366                | 11110110          |

В HTML прописную букву Ц можно записать как &#1062; или &#x426;, а строчную ц — как &#1094; или &#x446;.

## Употребление
- Строчная ц — сокращённое обозначение для центнера — единицы измерения массы.